# Споменик у Трубјели
Споменик у Трубјели подигнут је у знак сјећања на погинуле локалне борце балканских ратова и оба свјетска рата. Овај камени споменик налази се у мјесту Трубјела, 18 километара западно од Никшића, у близини села Рудине.

## Градња споменика
Идеја о споменику је потекла 1975-76. године, а споменик је подигнут и откривен 1982. Највише су се за остваривање те идеје заложили народни хероји Вељко Николић и Вељко Зековић. Донесена је одлука да се споменик стави у средишту рудинско-трепачке општине и да буде посвећен свим борцима погинулим у ослободилачким ратовима, балканским ратовима, Првом и Другом свјетском рату. Као такав, један је од ријетких споменика на простору бивше Југославије на којем не стоји ни крст као религијско обиљежје ни петокрака као идеолошко.
Споменик на брежуљку с десне стране магистралног пута Никшић–Требиње пројектовао је познати никшићки архитекта Слободан Вукајловић, а извођач радова била је фирма „Украс” из Даниловграда. Како је у то вријеме била пракса, градња споменика на Трубјели, који је изграђен од сивог грчког гранита, финансирана је добровољним прилозима грађана рођених у рудинско-трепачком крају и радних организација из Никшића.

## Изглед споменика
Вељко Бијелић у књизи „Спомен обиљежја ослободилачких ратова у општини Никшић” пише: „Двадесет два гранитна стуба представљају ‘колону бораца који у вјечном покрету хрле напријед за боље и љепше дане’. Приступни степенасти платои симболизују вјековну тежњу за слободом, жртве које су за њу дате и везу првих ослободилачких ратова и оружаног устанка 1941. Из овог израња свечани подијум симболизујући већ стасале јединице: одреде, батаљоне, бригаде, дивизије, корпусе, армију. У развијеном поретку, од мањих ка већим, стоје у беспрекорној смотри достојанствене мртве страже, окамењене заставе”.
Између камених троугластих елемената уметнута је ужарена буктиња од племенитог метала која је путоказ покољењима „како и колико се воли земља”.
Зракасто изрезбарене плохе централних елемената око буктиње симболизују несебичност палих за слободу, опомену за незаборав, а у исто вријеме то је звијезда водиља, то је живот пун полета и стремљења у вјечној револуцији човјековог стварања.— Вељко Бијелић, Спомен обиљежја ослободилачких ратова у општини Никшић
Плато испред споменика урађен је од грубих бијелих камених плоча које се смањују и прелазе у стазице које окружују споменик, симболизује незнане борце погинуле на овом терену. Иза споменика, на мјесту гдје се састају стазе, налази се костурница и плато за полагање вијенаца и цвијећа.
На првој, лијевој плочи пише „Палим за слободу”, а на десној пише „Захвални грађани рудинско-трепачке општине”.
На три наредне плоче су исписани текст и имена 112 погинулих бораца у балканским и Првом свјетском рату и 130 који су изгубили животе на губилиштима у аустроугарским логорима и присилном раду 1912-1913. и 1914-1918. На три сљедеће плоче исписани су текст и имена 124 борца погинула у биткама код Пљеваља, Београда, на Неретви, Сутјесци, Сремском фронту и другим бојиштима на југословенским просторима и 38 жртава фашистичког терора. На четири плоче су урезани најзначајнији догађаји и датуми из Народноослободилачке борбе са овог подручја.

## Откривање споменика
Споменик с костурницом палим борцима у току Другог свјетског рата откривен је на централној републичкој прослави 41. годишњице Дана устанка у Црној Гори која је организована на Трубјели. Говорили су Перо Рогановић, предсједник Одбора за изградњу споменика, и Војо Николић, генерал-пуковник ЈНА у пензији и народни херој.
Приликом откривања споменика, стоји записано у Бијелићевој књизи, Перо Рогановић је казао: „Ни три крвава ратна вихора, Први и Други балкански и Први свјетски рат нијесу мимоишли ово кршно гнијездо слободе које је и тада испунило слободарски завјет предака – 112 слободара с овог подручја часно је оставило своје кости на љутом Бардањолту, крвавој Брегалници, далеком Солунском фронту и другим бојиштима, а 130 их је умрло мученичком смрћу у злогласним логорима и другим ратним стратиштима… Природно је онда што су синови и кћери овог крша, задојени слободарском традицијом својих очева, ђедова и прађедова, 13. јула 1941. године достојно и храбро стали на браник своје домовине и пошли у љуте бојеве и витешке подвиге… С дубоким пијететом и поносом, народ овог краја се увијек сјећа тих својих бораца, па је и ово спомен-обиљежје настало као израз дуга и захвалности, трајног сјећања и вјечног дивљења и жеље да се на достојан начин сачувају њихова имена од заборава и буду узор будућим генерацијама”.
Војо Николић је у свом говору казао да је подизање споменика дуг према јунацима „који посијаше своје кости од Брегалнице до Триглава борећи се и гинећи за своју слободу и слободу братских југословенских народа”. „Они су се борили за најузвишеније идеале који су их надахњивали и за које су се вјековима борили највећи синови наших народа”, казао је Николић.

## Од откривања до данас
У својој књизи, Бијелић пише и ово: „Накнадна похрањивања земних остатака погинулих бораца у овом крају, вршена су на свечаностима 13. јула неколико година, у присуству великог броја грађана и гостију, уз пригодне културно-умјетничке програме и посмртне пушчане плотуне”.
На главној општинској свечаности поводом Дана борца, 4. јула 1989. откривено је спомен-обиљежје у саставу спомен-комплекса борцима и на плочи је, између осталог, записано: „Овђе почивају посмртни остаци петнаесторице бораца из састава Друге далматинске пролетерске бригаде, 29. херцеговачке пролетерске дивизије, Шесте црногорске ударне бригаде и никшићког НОП одреда, који су у току НОР-а прошли кроз борбе од Книна, Сиња, Омиша и Корчуле до Чапљине, Гацка, Никшића и Цетиња, пали на територији општине Никшић”. Посљедње похрањивање земних остатака бораца у костурници на Трубјели обављено је на свечаности уз бројно присуство грађана и гостију из Црне Горе, Далмације и Београда. Говорили су Велизар Перуновић и Новак Стевовић. У родна мјеста испраћени су остаци Хамдије Шаховића, Стипе Модрича и Ибра Разића.
Удружење бораца Народноослободилачког рата (УБНОР) општине Никшић испред споменика на Трубјели и данас одржава пригодне манифестације и часове историје обиљежавајући пригодне датуме из прошлости и подсјећајући на значај становника Рудина и Трепача у ослободилачким ратовима.